# Сенаран
Сенара́н (фр. Sénarens, окс. Senarens) — коммуна во Франции, находится в регионе Юг — Пиренеи. Департамент — Верхняя Гаронна. Входит в состав кантона Ле-Фусре. Округ коммуны — Мюре.
Код INSEE коммуны — 31543.

## География

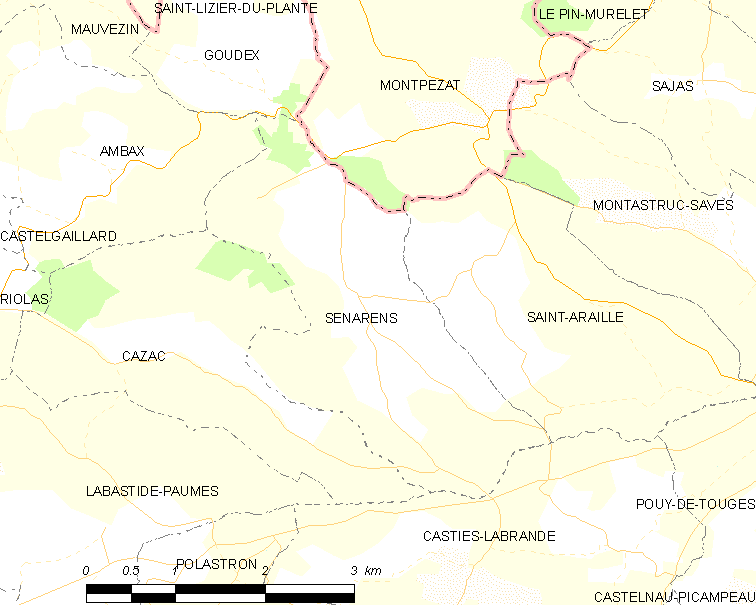
Карта коммуны

Коммуна расположена приблизительно в 630 км к югу от Парижа, в 50 км к юго-западу от Тулузы.
На юге коммуны протекает река Туш.

## Климат
Климат умеренно-океанический. Зима мягкая и снежная, весна характеризуется сильными дождями и грозами, лето сухое и жаркое, осень солнечная. Преобладают сильные юго-восточные и северо-западные ветры.

## Население
Население коммуны на 2010 год составляло 119 человек.
| 1962 | 1968 | 1975 | 1982 | 1990 | 1999 | 2010 |
| ---- | ---- | ---- | ---- | ---- | ---- | ---- |
| 136  | 128  | 122  | 107  | 108  | 101  | 119  |

## Экономика
В 2010 году среди 69 человек трудоспособного возраста (15—64 лет) 49 были экономически активными, 20 — неактивными (показатель активности — 71,0 %, в 1999 году было 75,0 %). Из 49 активных жителей работали 46 человек (26 мужчин и 20 женщин), безработных было 3 (2 мужчин и 1 женщина). Среди 20 неактивных 5 человек были учениками или студентами, 9 — пенсионерами, 6 были неактивными по другим причинам.